# ジャンボサファリ
『ジャンボサファリ』（JAMBO! SAFARI）は、セガが制作したアーケードゲーム。開発は、セガのアミューズメント第3研究開発部（AM3研）。1999年に稼働を開始した。
ジープを運転しながら、野生動物の捕獲・調査を目的としたアクションゲームである。各エリアで、時間内に指示された種類の動物を、ロープで捕獲するシステムで、動物は全28種類いる。
筐体は、アップライト筐体（NAOMIユニバーサルキャビネットの流用）とデラックス筐体の2種類がある。

## ストーリー
1957年、ドイツのテレビスタッフがドキュメンタリー番組を制作中、｢Le Grand Africana｣（偉大なるアフリカ大陸誌）という書物を発見する。これは、19世紀初期にフランス人医師によって書かれたもので、アフリカ大陸における動物の暮らしや分布図が記されていた。その最終章には、絶滅したと思われる動物のスケッチが事細かに書かれており、学者たちの間で騒然となった。その後、第1陣調査隊の調査により、その動物の目撃情報や、密猟者による絶滅の危機が判明した。
それらの動物の捕獲・調査を行うため、第2陣の調査隊として、4人の調査チームは現地・アフリカへと出発した。

## キャラクター
- ジョージ・ワイルドマン - アメリカ人動物学者。29歳。ポール・ニューマンをモデルにしている。
- マリー・ソーダストロム - スウェーデン人動物学助教授。27歳。写真撮影を趣味とする。
- ナフタリ・ンギュギ - ケニア人地質学者。28歳。舞台がアフリカであることに合わせて作られた。
- エドワード・アーニール - イギリス人学芸員。51歳。机上の論理でものをいう、嫌われ者タイプ。

## その他
2009年に欧州で、WiiおよびニンテンドーDS用ソフト『ジャンボサファリ アニマル・レスキュー』（Jambo! Safari Animal Rescue）の制作が発表された。2009年11月10日発売予定としているが、日本での発売は未定である。